# Schloss Halberg

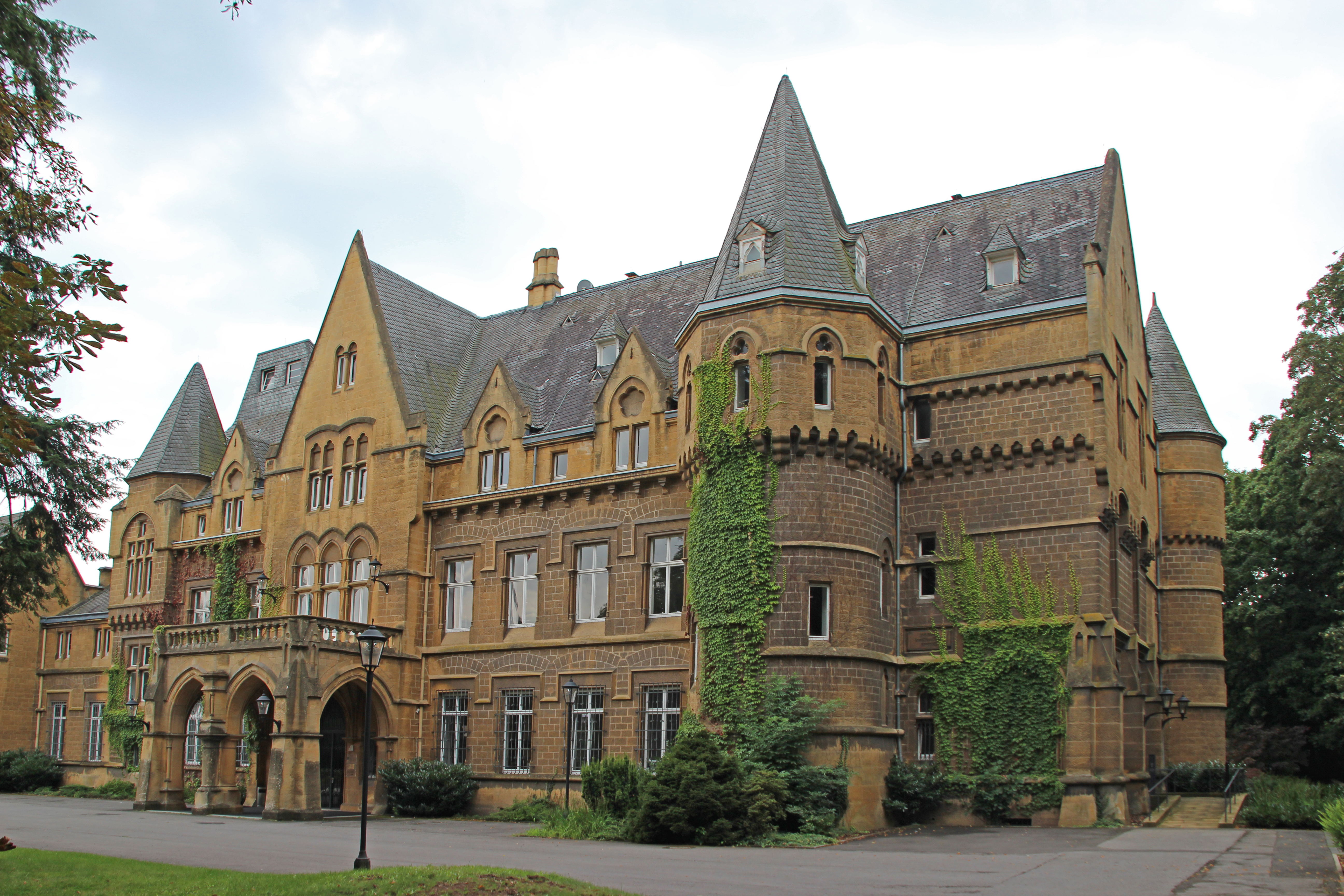
Schloss Halberg, Eingangsseite

Schloss Halberg ist ein in den Jahren 1877–1880 auf dem Halberg bei Saarbrücken erbautes Schloss im Stil des Historismus. Das Schloss liegt auf der Gemarkung der ehemaligen Gemeinde Brebach, die 1959 mit Fechingen zu Brebach-Fechingen zusammengeschlossen und 1974 nach Saarbrücken eingemeindet wurde. Die Schlossanlage, die durch die Architekten Edwin Oppler und Ferdinand Schorbach für Carl Ferdinand von Stumm-Halberg entworfen wurde, ist, trotz Umbauten und Teilabrissen in der Zeit nach dem Zweiten Weltkrieg, nach dem Rathaus St. Johann das zweitgrößte neogotische Profangebäude des Saarlandes.

## Geschichte

### Barockes Lustschlösschen Monplaisir

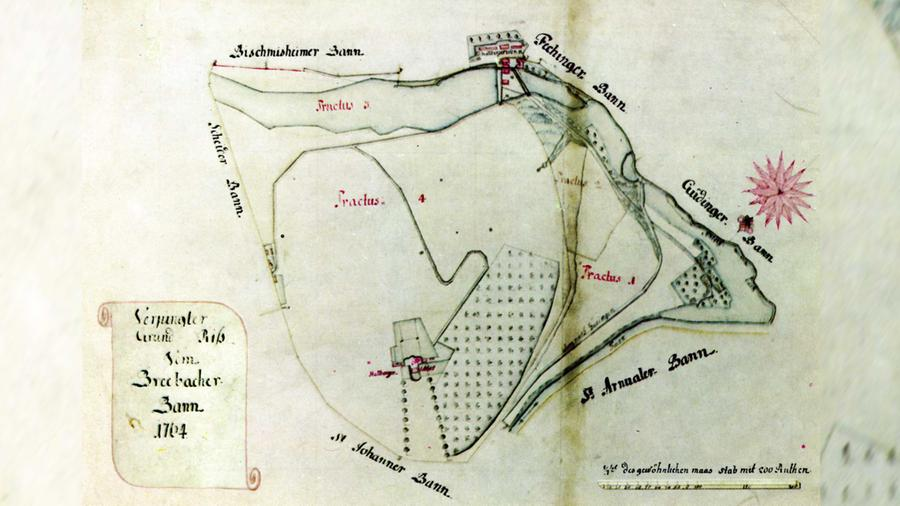
Schloss und Park Monplaisir nach einem Plan von 1764

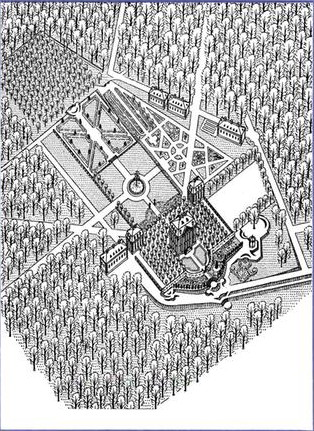
Schloss Monplaisir um 1750

Zu Beginn des 18. Jahrhunderts (1709–1711) ließ Graf Ludwig Kraft von Nassau-Saarbrücken auf dem Halberg ein kleines Lustschloss mit dem Namen „Monplaisir“ nach den Plänen des Saarlouiser Festungsbaumeisters Joseph C. Motte dit la Bonté errichten. Ausgeführt wurden die Arbeiten von Jeremie Borel, einem Steinmetzen und Bauunternehmer aus Couvette in der Nähe von Genf, und von Paul Bucklisch, einem Zimmermeister aus Neusaarwerden. Im Jahr 1710 wurden die barocken Gartenanlagen mit einer Schlossmauer versehen, im Jahr 1711 die Innenausstattung des Lustschlösschens vollendet. Fürst Wilhelm Heinrich von Nassau-Saarbrücken ließ die Gartenanlagen weiter ausbauen und einen Tiergarten anlegen. In der Regierungszeit des Fürsten Ludwig erweiterte dessen Hofgärtner Johann Friedrich Christian Koellner (Vater des Malstatter Pfarrers und Saarbrücker Bürgermeisters Johann Friedrich Köllner) in den Jahren 1772/1773 den Barockgarten um einen englischen Landschaftspark mit Orangerie und chinesischen Häuschen im Stil der Chinoiserie. In den Jahren 1788/1789 ergänzte Architekt Balthasar Wilhelm Stengel das Ensemble um eine Fasanerie und ein Finkenhäuschen am Fuß des Halberges.
Das Schlossgebäude bestand aus einem kleinen fünfachsigen Bau mit Mansardendach und zwei vorgelagerten eingeschossigen Kavaliershäuschen.
Ab 1774 war der Schloss Monplaisir bevorzugter Aufenthaltsort der Saarbrücker Fürstin Wilhelmine von Schwarzburg-Rudolstadt (1751–1780), der das Mätressenwesen ihres Gatten (u. a. mit Frederike Amalie Freifrau von Dorsberg und Katharina Kest) das Leben bei Hofe unerträglich gemacht hatte.
Freiherr Adolph Knigge beschreibt die Anlage kurz vor ihrer Zerstörung in einem Brief am 6. Mai 1792:

„Auf dem Hallberge, einer etwas beträchtlichen Anhöhe, ungefähr drey Viertelstunden weit von der Stadt entlegen, steht das Lustschloß Mon plaisir. Die Anlagen, welche hier gemacht worden, sind in einem anderen Geschmacke, und hie und da regelmäßiger, wie auf dem Ludwigsberge. Die eine Seite des Hügels ist mit Weinstöcken bepflanzt, mehr um im Herbste dem Hofe ein angenehmes Fest zu geben, das eine Weinlese vorstellt, wie in der ernstlichen Absicht, hier trinkbaren Wein zu ziehen. Der Straßendamm, auf welchem man bis zu dem Gipfel des Hügels gelangt, ist an beyden Seiten mit Laternenpfählen besetzt. Das Schloss ist klein aber artig eingerichtet. Der menschenfreundliche Fürst hat über ein Camin im Speisesaal eine Inschrift setzen lassen, wovon ich nur die letzte, einladende Zeile behalten habe: Je veux que mon plaisir soit le plaisir des autres.“

Im November 1793 wurden die Schlossbauten durch französische Revolutionstruppen zerstört. Im Jahr 1991 erfolgte eine archäologische Freilegung des nördlichen Kavalierhäuschens, dessen Reste nach Abschluss der Forschungen jedoch wieder mit Erde bedeckt wurden.

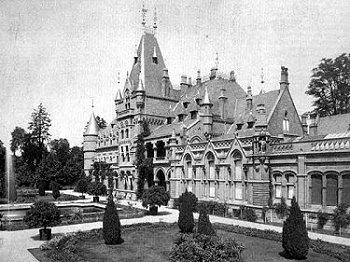
Schloss Halberg vor 1945, Gartenfassade

### Schloss Halberg

#### Kauf des Halbergs durch Carl Ferdinand Stumm
Im 19. Jahrhundert entwickelte sich der Halberg zu einer beliebten Ausflugstätte der Bürger von Saarbrücken und St. Johann.
Als im Jahre 1875 bekannt wurde, dass die königlich-preußische Forstverwaltung in Trier den Halberg an den Hüttenunternehmer Carl Ferdinand Stumm aus Neunkirchen verkaufen wollte, löste diese Nachricht in Saarbrücken und St. Johann Verärgerung aus. Denn schon zu Zeiten der Saarbrücker Fürsten hatte der Halberg den Bürgern offengestanden, und auch nach der Zerstörung des Schlosses nutzten die Bewohner der Umgebung das Gelände für Ausflüge und Feste.
Ein städtischer Verschönerungsverein hatte sich zum Ziel gesetzt, den Halberg und den Malstatter Ludwigsberg in öffentliche Vergnügungsparks umzuwandeln.

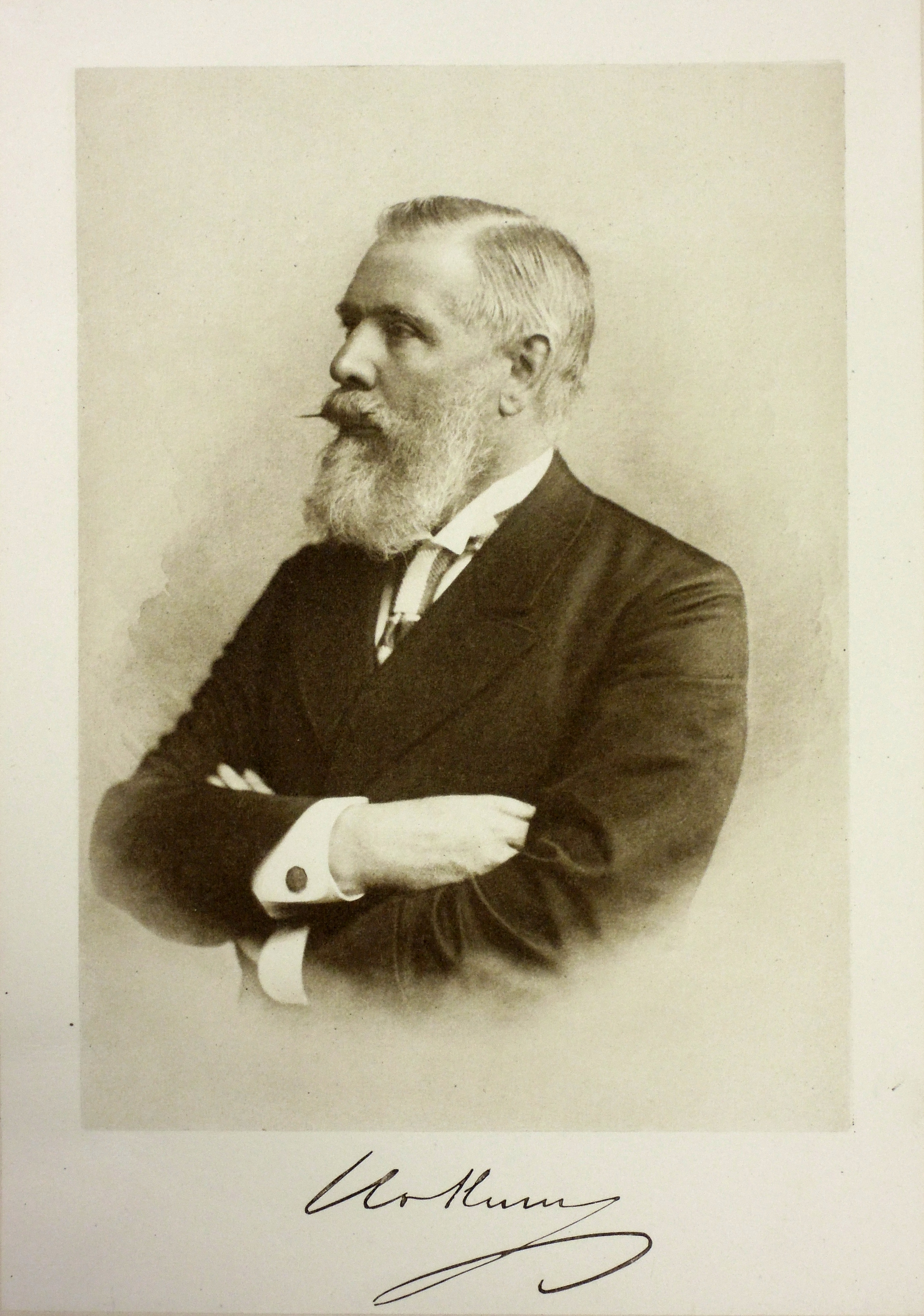
Carl Ferdinand Stumm

Ein Einspruchschreiben der beiden Saarstädte beim Finanzministerium in Berlin blieb jedoch erfolglos, und so ging der Halberg mit sämtlichen Wiesen- und Waldgebieten im Jahr 1877 durch Kauf (700.000 Mark) in das Eigentum Carl Ferdinand Stumms über, der noch im gleichen Jahr den Baurat Edwin Oppler aus Hannover mit dem Bau eines neuen Schlosses beauftragte.

#### Neogotisches Schlossprojekt
Carl Ferdinand Stumm war als Teilhaber der Gebrüder Stumm zu großem Wohlstand gekommen und ließ in den Jahren 1877–1880 im Wettbewerb mit seinen Brüdern Ferdinand Eduard von Stumm und Hugo Rudolf von Stumm, die gleichfalls prächtige Schlösser im Stil des Historismus erbauen ließen (Schloss Rauischholzhausen und Schloss Ramholz), ein neogotisches Schloss nach Entwürfen Edwin Opplers erbauen. Als Oppler im September 1880 starb, waren die Bauarbeiten größtenteils abgeschlossen.

#### Landschaftspark
Der das neogotische Schloss umgebende Landschaftspark geht auf eine Planung des königlich preußischen Gartendirektors Eduard Neide zurück. Er wurde ausgeführt von dem Frankfurter Gartenarchitekten Heinrich Siesmayer, der auch für Ferdinand Eduard von Stumms Schloss Rauischholzhausen die Parkanlagen gestaltete. Siesmayer betrieb mit seinem Bruder die damals bekannte Gartenbaufirma Gebr. Siesmayer in Frankfurt und entwarf unter anderem den dortigen Palmengarten und die Kuranlagen in Bad Nauheim. Noch heute zeugen Edelkastanien und Ahornbäume auf dem Halberg von der früheren Parkbepflanzung. Auf der Schlossterrasse und um die Hirschwiese finden sich außerdem Mammutbäume, Rotbuchen, Douglasien und Hemlocktannen sowie verschiedene Eiben-, Thuja- und Zypressenarten, die im 18. und 19. Jahrhundert zu einer typischen Parkvegetation gehörten.

#### Adelsgut Schloss Halberg

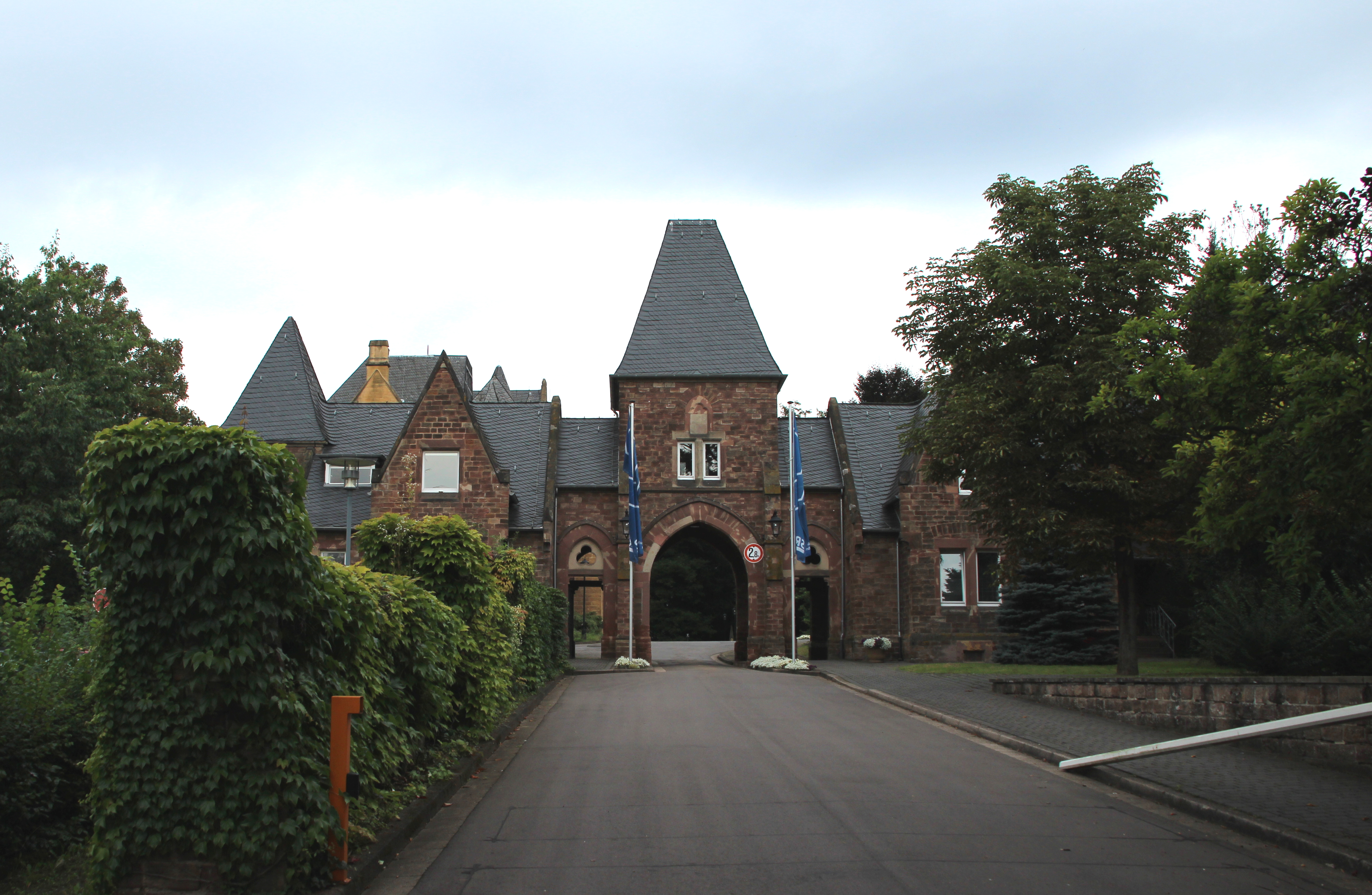
Schloss Halberg, Torbau, Eingangsseite

Carl Ferdinand Stumm und seine Brüder wurden im Jahr 1888 geadelt, wobei der neue Adelstitel an den Besitz der Güter geknüpft war. Carl Ferdinands Familienname lautete ab dem Jahr 1888 folglich von Stumm-Halberg. Als Gast des Freiherrn von Stumm-Halberg weilte im Jahr 1892 der preußische König und deutsche Kaiser Wilhelm II. auf Schloss Halberg.

#### Stumm-Kirche
Im Zusammenhang mit der neogotischen Schlossanlage auf dem Halberg steht die sogenannte evangelische Stumm-Kirche im Saarbrücker Stadtteil Brebach-Fechingen. Die neoromanische Kirche, die seit den 1970er Jahren profaniert ist, wurde im Auftrag von Carl Ferdinand von Stumm-Halberg in den Jahren 1880 bis 1882 nach einem Entwurf des Hannoveraner Architekten Ferdinand Schorbach (1846–1912) realisiert und am 18. Juni 1882 eingeweiht. Schorbach hatte Stumm sowohl einen neogotischen als auch einen neoromanischen Entwurf vorgelegt. Stumm entschied sich schließlich für den neoromanischen. Schorbach war Mitarbeiter Edwin Opplers gewesen und hatte bereits an den Plänen von Schloss Halberg mitgewirkt. Eigens für die Familie Stumm wurde der Nordeingang der Kirche angelegt, da diese zum sonntäglichen Gottesdienst mit der Kutsche von Schloss Halberg kam. Nach dem Vorbild der Stumm-Kirche ließ Carl Ferdinand von Stumm-Halberg durch Architekt Schorbach in den Jahren 1884–1885 die ebenfalls neoromanische Neunkircher Marienkirche errichten.

#### Kauf durch den Großdeutschen Rundfunk und militärische Nutzung
Mit dem Tod des Bauherren Carl Ferdinand Stumm im Jahr 1901 ging das Schloss in den Besitz seiner Erben (die Witwe Ida Charlotte Böcking (1839–1918) und die vier Töchter Ida Henriette Charlotte (1861–1916), Elisabeth Maria (1863–1911), Helene Karoline (1865–1933) und Bertha Hedwig (1876–1949)) über.
Der Besitz auf dem Halberg ging von den Erben Stumm an den Landkreis Saarbrücken und 1939 für 538.000 Reichsmark vom Landkreis Saarbrücken an den Großdeutschen Rundfunk über. Im Zweiten Weltkrieg diente Schloss Halberg bis zum Kriegsende im Jahr 1945 militärischen Zwecken, unter anderem auch als Kommandostelle des Saarbrücker Flugabwehrkanonen-Regimentes.

#### Residenz der französischen Besatzungsmacht
In den Jahren 1948–1952 residierte der französische Militärgouverneur bzw. Hohe Kommissar Gilbert Grandval im Schloss. Im Jahr 1952 löste die französische Zollverwaltung Grandval als Hausherrn ab. In dieser Zeit wurden massive Eingriffe in den historistischen Gebäudekomplex getätigt, der durch einen Brand 1958 weiter geschädigt wurde.

#### Kauf durch den Saarländischen Rundfunk
Im Jahr 1959 erwarb der Saarländische Rundfunk den Gebäudekomplex. Bis zum Jahr 1969 entstanden nach den Plänen der Architekten Heinz Eber (Baden-Baden) und Ernst Jung (Karlsruhe) zahlreiche Neubauten im Pavillonstil für die Sendeanlagen des Funkhauses Halberg. Dabei kam es auch zum Abriss von Nebengebäuden des alten Schlosses. So ist heute nur noch ein Teil der historischen Bausubstanz erhalten. Teile des ehemaligen Landschaftsparks von Heinrich Siesmayer sind heute von Parkplätzen überdeckt. Im Schloss befindet sich neben der Intendanz ein Restaurant.

## Architektur

Schloss Halberg
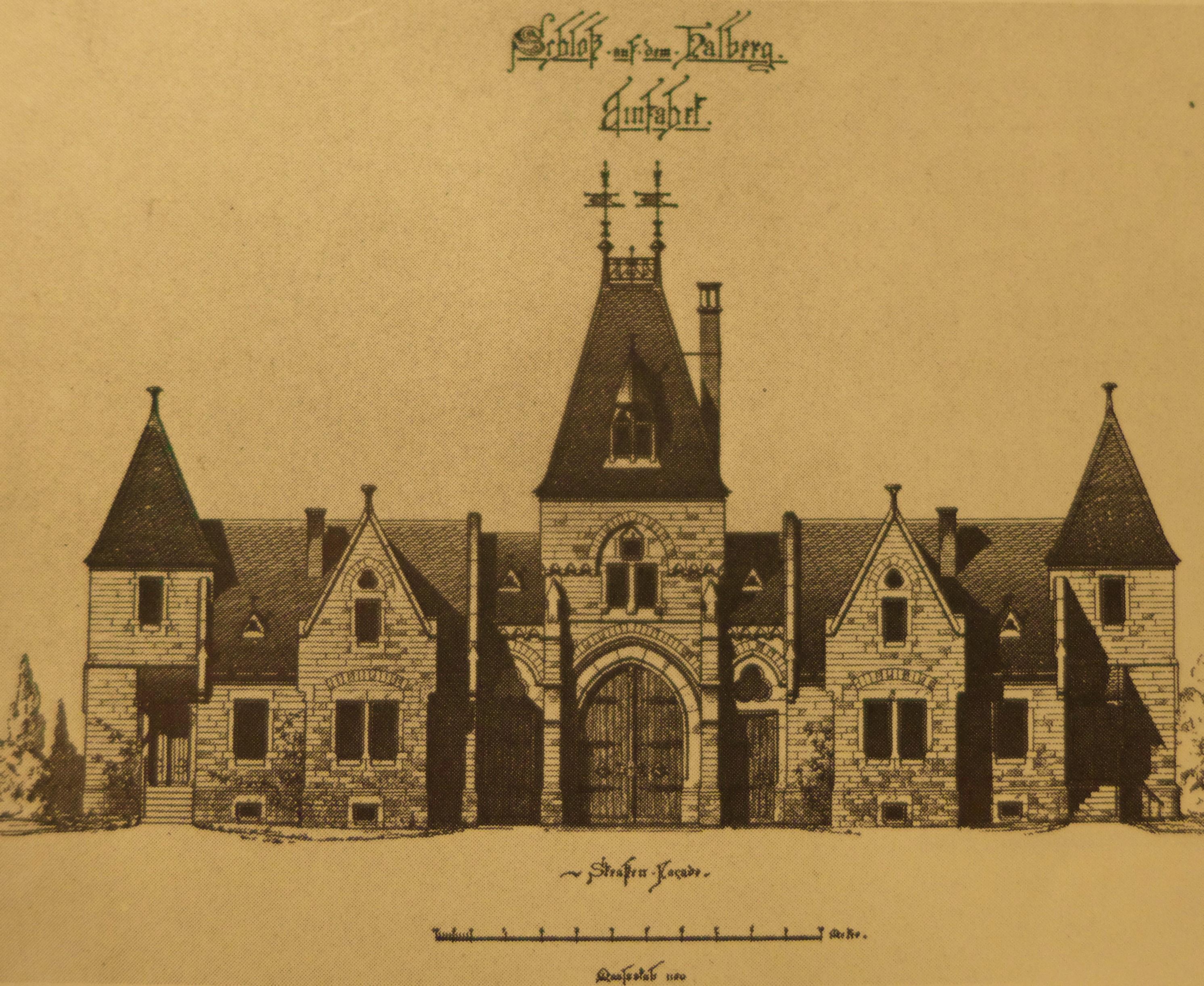
Edwin Oppler: Schloss Halberg, Fassade des Torbaues (Staatsarchiv Hannover, Nachlass Oppler)
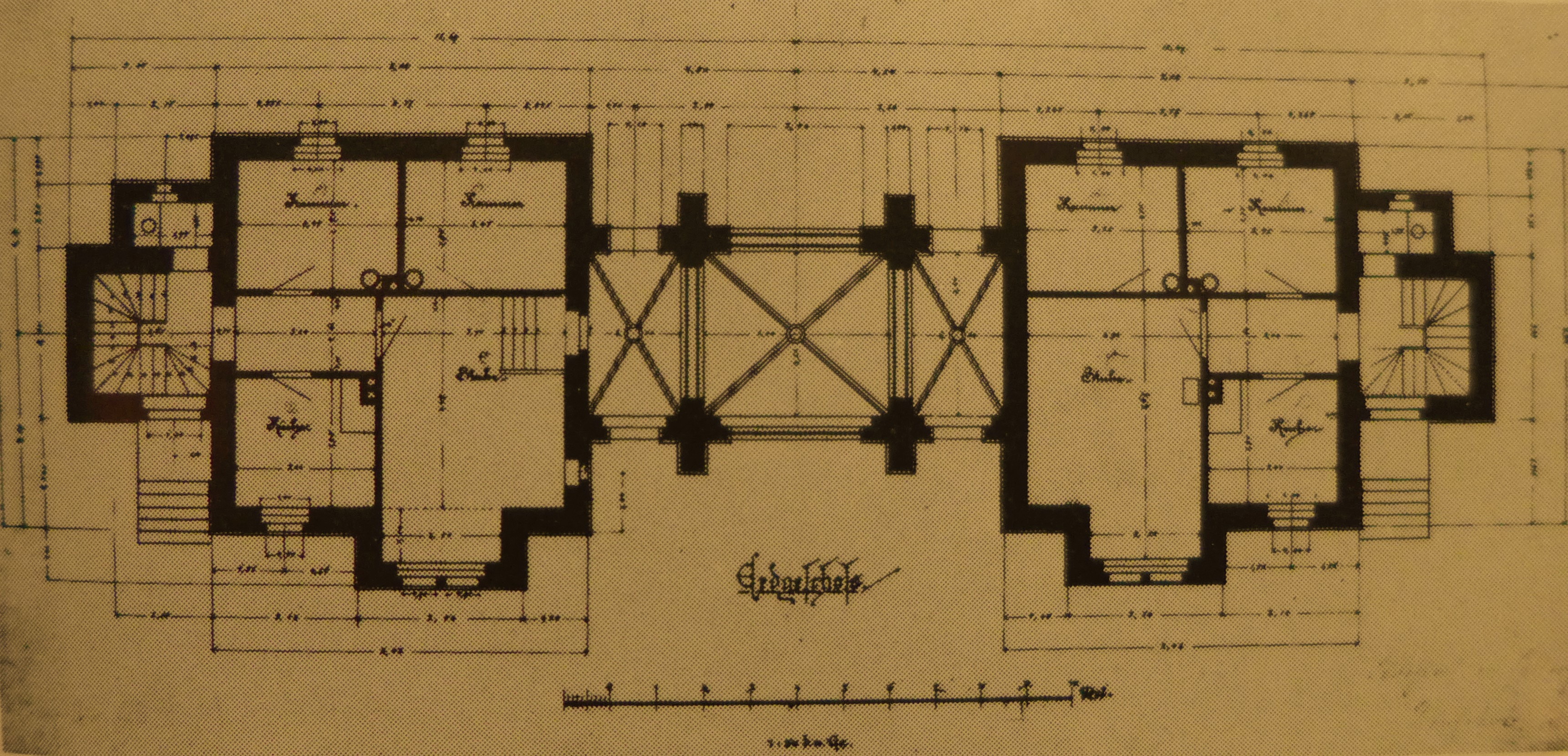
Edwin Oppler: Schloss Halberg, Grundriss des Torbaues (Staatsarchiv Hannover, Nachlass Oppler)
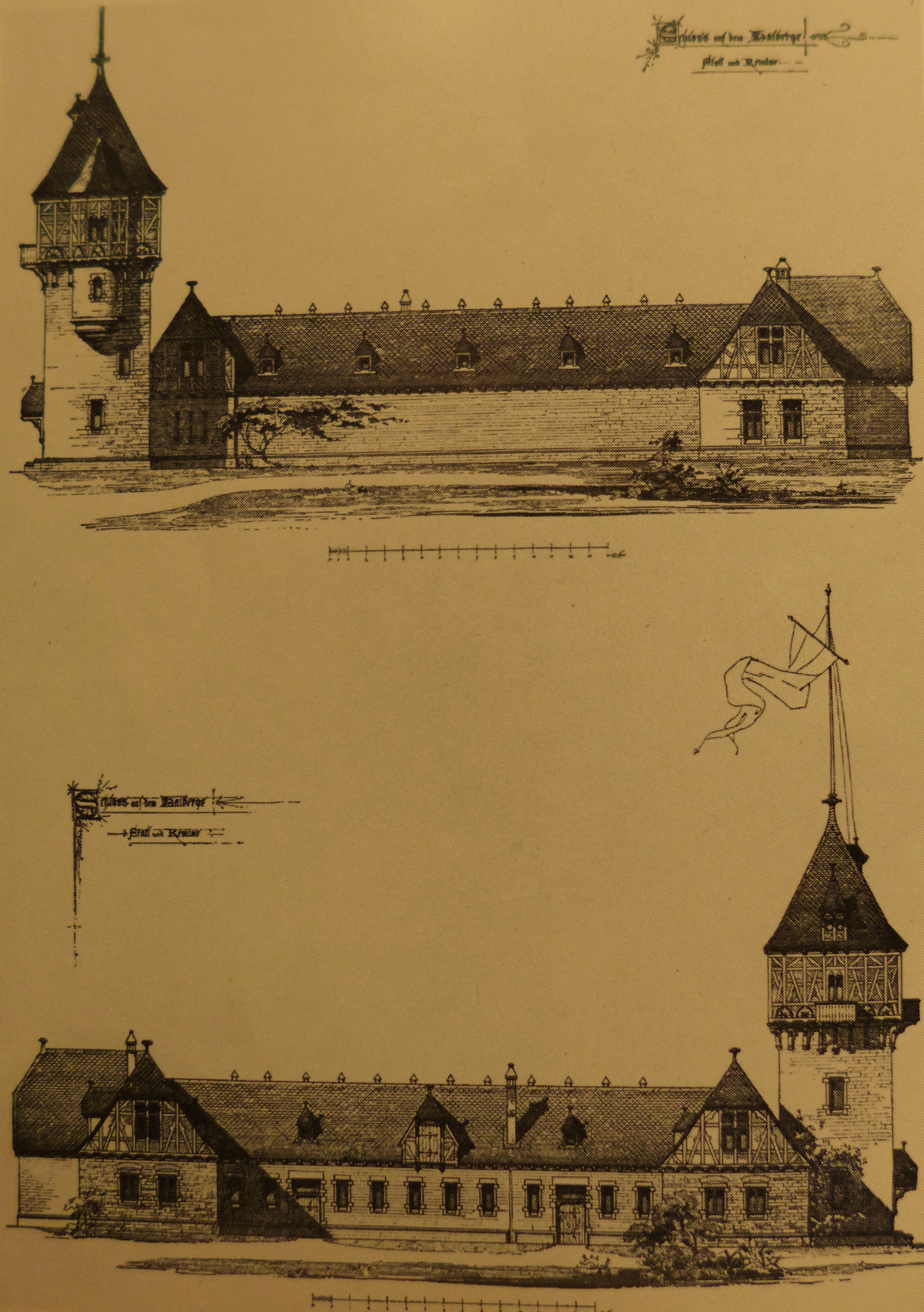
Edwin Oppler: Schloss Halberg, dreiflügeliger Stall- und Remisenbau mit Wasserturm (Staatsarchiv Hannover, Nachlass Oppler), abgerissen zugunsten des neuen Konferenzgebäudes des Saarländischen Rundfunks im Jahr 1969
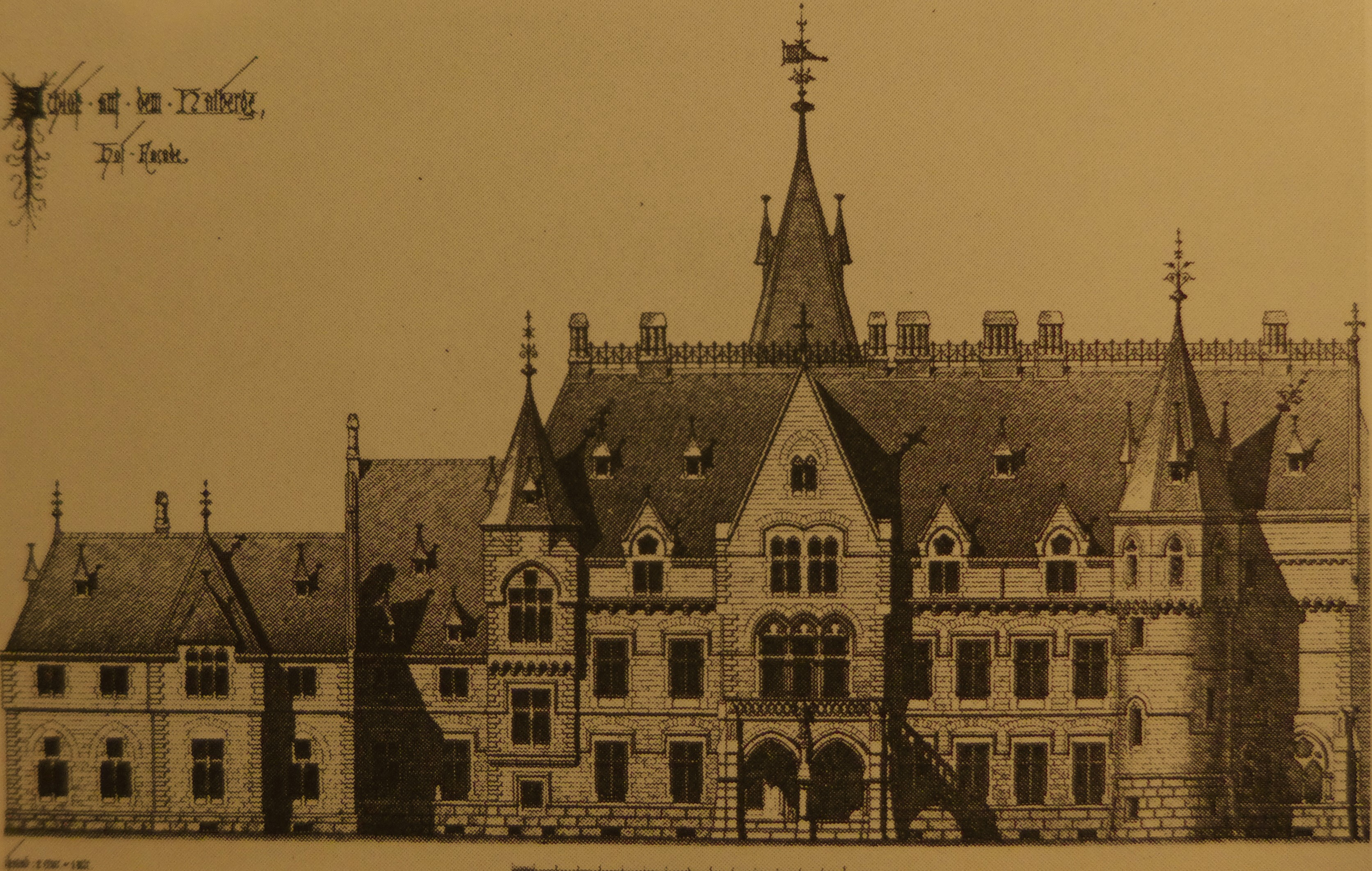
Edwin Oppler: Schloss Halberg, Eingangsfassade (Staatsarchiv Hannover, Nachlass Oppler)
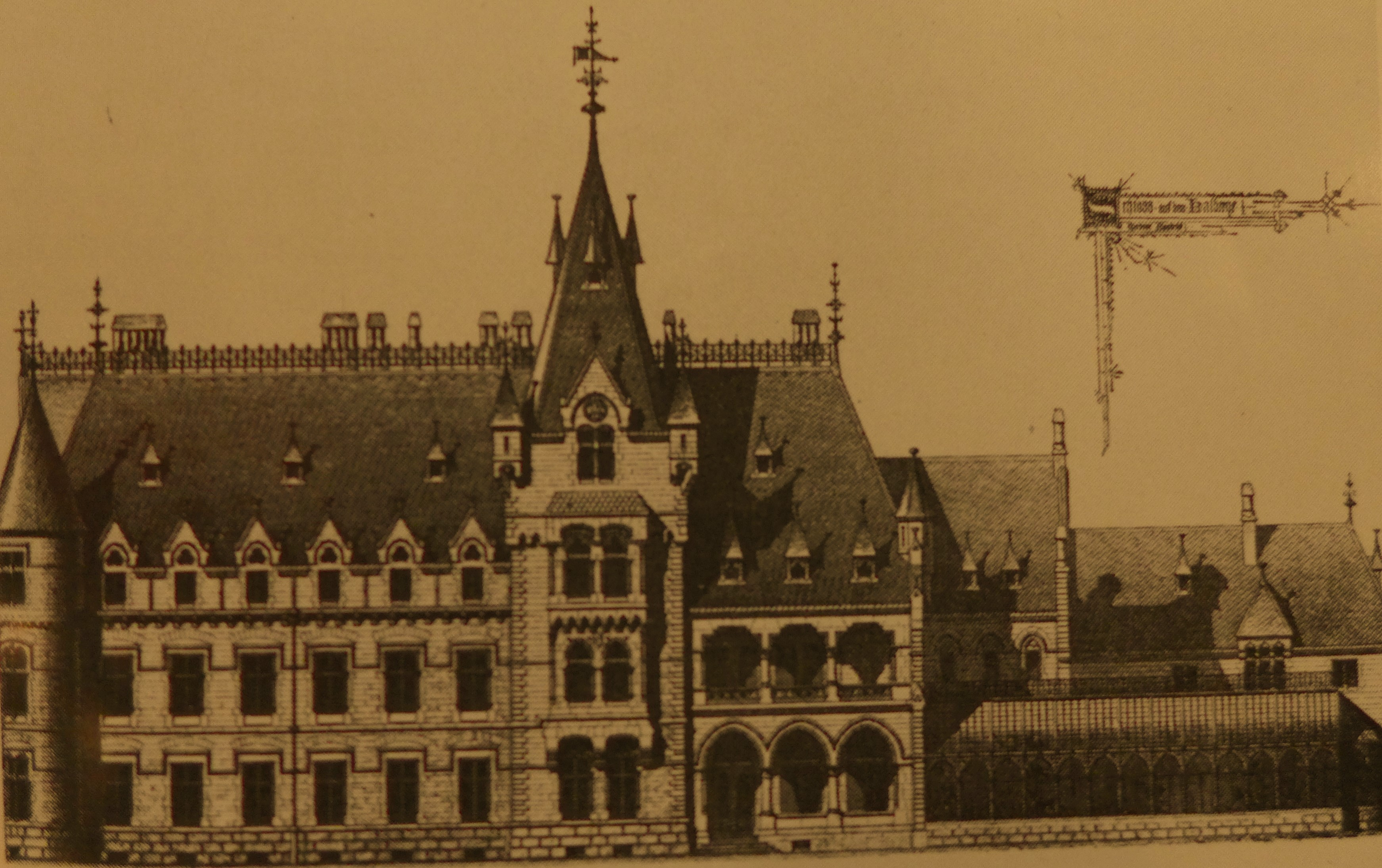
Edwin Oppler: Schloss Halberg, Gartenseite mit ursprünglicher hölzerner Pergola (Staatsarchiv Hannover, Nachlass Oppler)
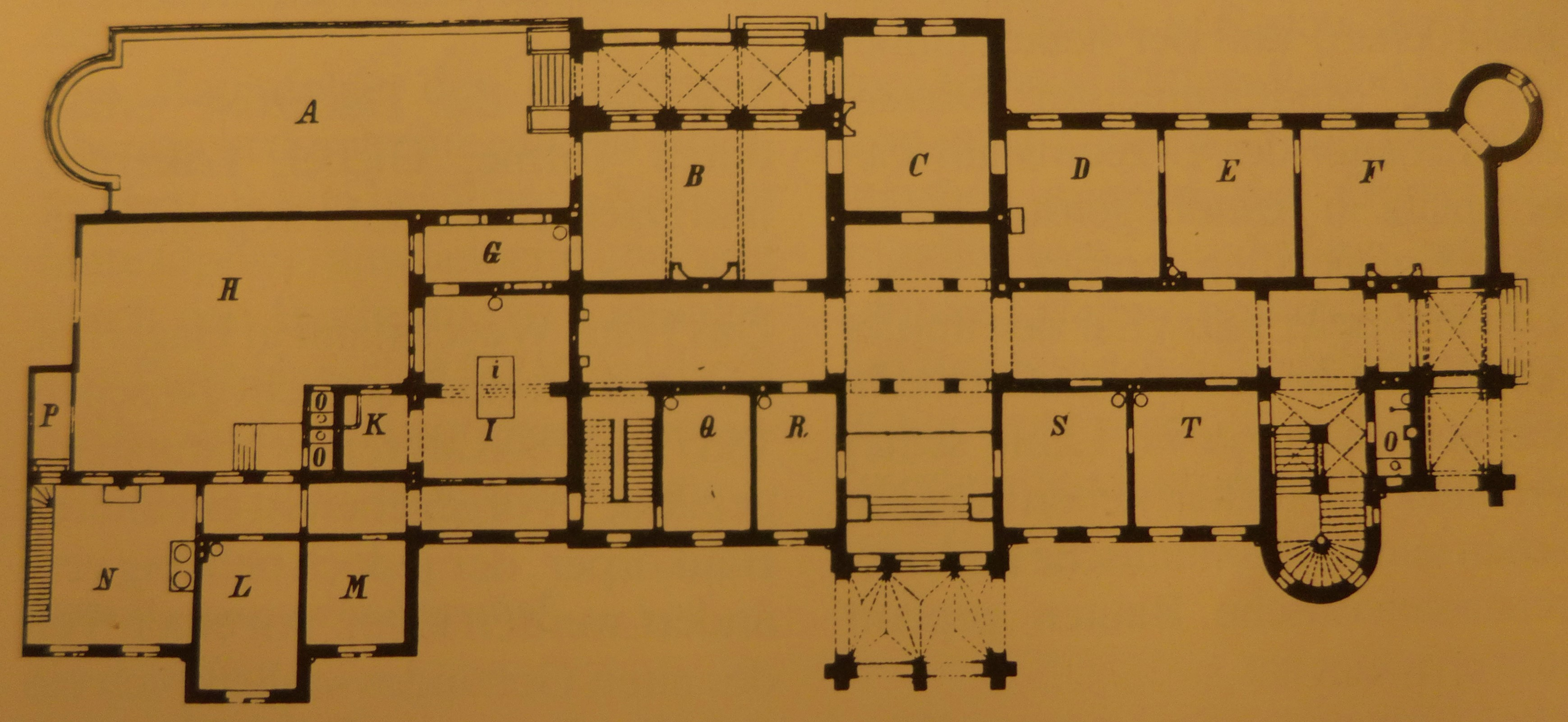
Edwin Oppler: Schloss Halberg, Grundriss des Erdgeschosses (Staatsarchiv Hannover, Nachlass Oppler)
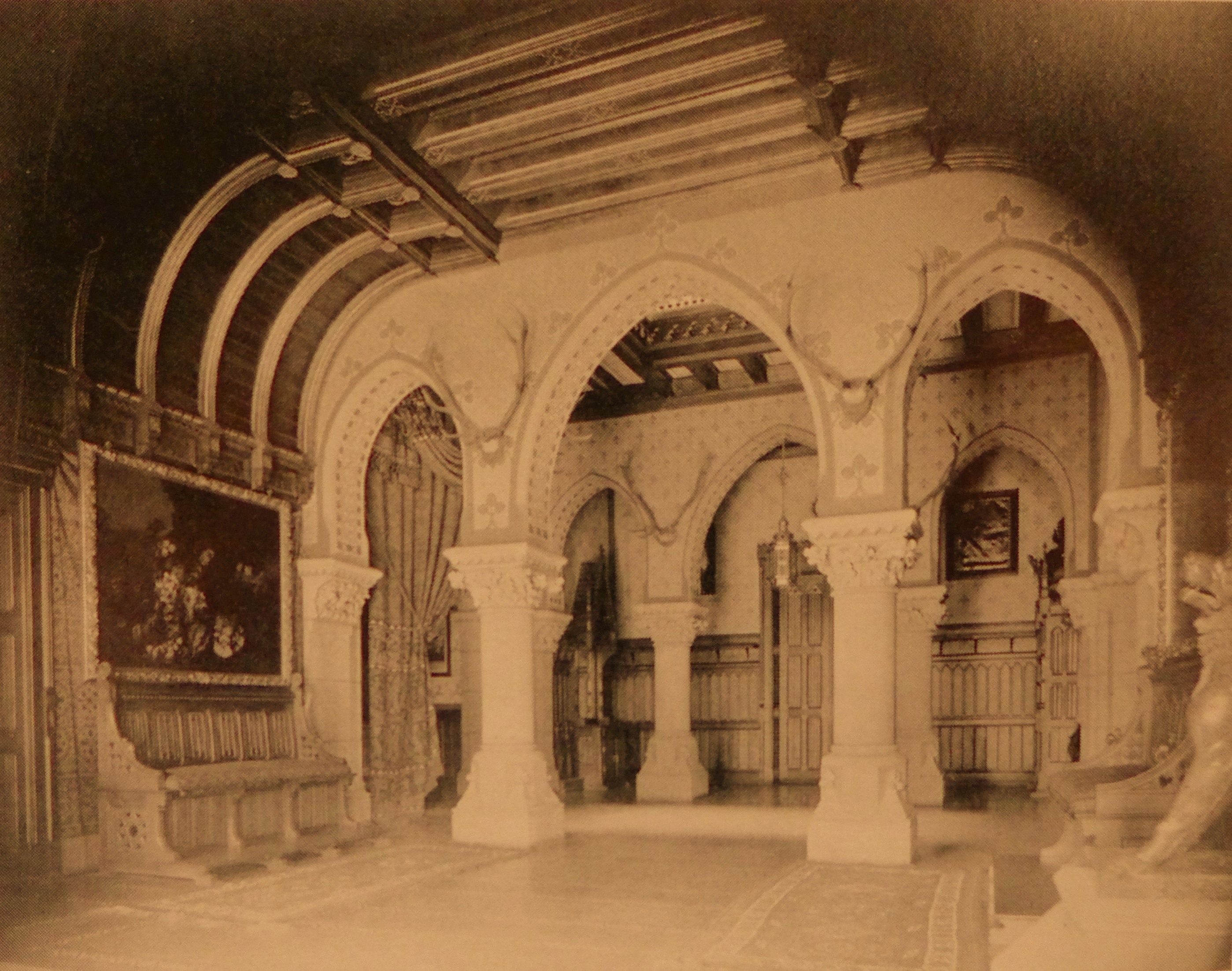
Edwin Oppler: Schloss Halberg, Eingangshalle (Staatsarchiv Hannover, Nachlass Oppler)
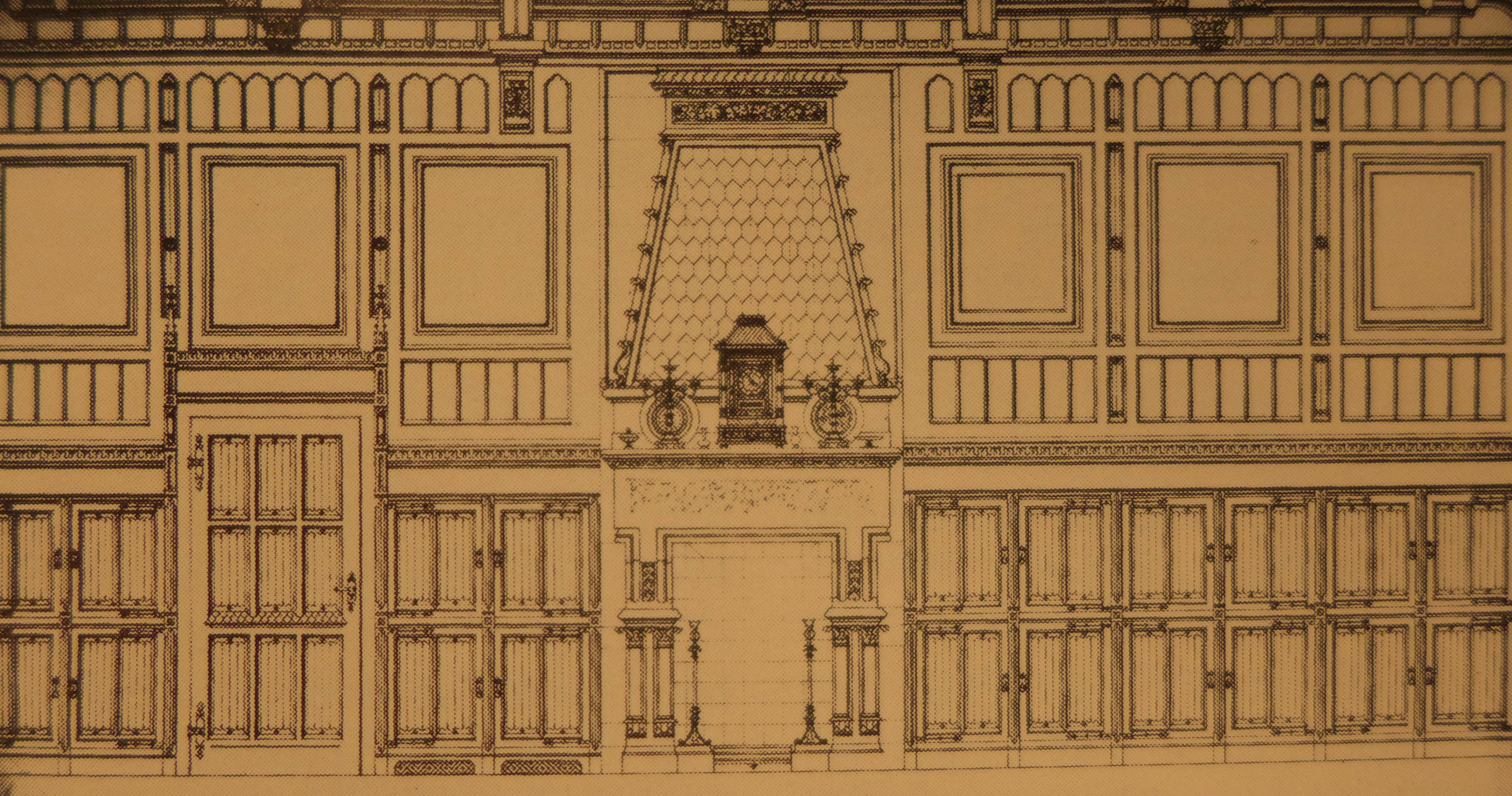
Edwin Oppler: Schloss Halberg, Speisesaal, Kaminwand (Staatsarchiv Hannover, Nachlass Oppler)

### Bedienstetenhäuser
Die Zufahrt zu Schloss Halberg ist die gleiche wie zum ehemaligen barocken Lustschlösschen Monplaisir. Das erste Gebäude der Schlossanlage, auf das man, vom Fuß des Halberges kommend, trifft, ist das frühere Gärtnerhaus. Bei der Gestaltung des Hauses auf kreuzförmigem Grundriss aus Naturstein im Erdgeschoss und Fachwerk im Dachgeschoss orientierten sich die Architekten Oppler und Schorbach am Alten Haus in Bacharach am Rhein.
Das daneben liegende frühere Beamtenwohnhaus ist ganz in Sandstein errichtet. Die ursprüngliche Loggia fehlt und durch große Fenstereinbrüche hat das Haus an architektonischem Wert empfindlich eingebüßt.
Ein geplantes Förster- und ein weiteres Dienerhaus wurden nicht verwirklicht.

### Ställe, Remise, Wasserturm
Die dreiflügelige Stall- und Remise-Anlage mit malerischem Wasserturm in Sandstein (Erdgeschoss) und Fachwerk (Giebel und Turmobergeschoss) wurde im Jahr 1969 zu Gunsten einer neuen Konferenzhalle des Saarländischen Rundfunks abgerissen. Ebenfalls existieren Orangerie, Treibhäuser und Gemüsegärten nicht mehr.

### Torhaus
Genau in der Achse der Schlossauffahrt liegt das Torhaus aus Sandstein. Die mittlere Durchfahrt ist im Untergeschoss durch Strebepfeiler verstärkt. Darüber folgt ein weiteres Geschoss, das von einem steilen Dach bekrönt ist. Die ursprüngliche Dachgaube, die Firstgitter, der Schornstein und die Wetterfahnen fehlen heute. Seitlich schließen sich schmale Fußgängerdurchgänge an, die jeweils von spiegelbildlich gestalteten Wohnhäusern mit hohen Giebeln und Treppentürmen flankiert werden. Die Gebäudeteile springen in der Tiefe vor und zurück, um einen malerischen Effekt zu erzielen.

### Schlossgebäude
Im rechten Winkel zum Torbau befindet sich das eigentliche Schlossgebäude (60 m × 17 m). Die Fassade wurde aus gelbem Jaumont-Stein aus Maizières bei Metz errichtet. Das Gebäude unterteilt sich in einen hohen, zweigeschossigen Hauptbau mit Attikageschoss und einen niedrigeren Anbau. Die Eingangsfassade des Hauptbaues ist fünfgeteilt. Drei Gebäudeteile springen vor, zwei dazwischenliegende Teile mit jeweils zwei und fünf Achsen springen zurück. Die Gebäudemitte des Hauptbaues wird durch einen bis zum Dachfirst vorgezogenen Risalit mit Spitzgiebel betont. Der hier liegende Eingang wird durch eine zweiachsige, rippengewölbte Vorhalle mit Strebepfeilern und darüber liegendem Altan akzentuiert. Zum Altan öffnen sich im ersten Obergeschoss drei Fenstertüren, die durch übergreifende Blendspitzbögen zusammengefasst sind. Im Giebelfeld wird das Attikageschoss der benachbarten Fassadenteile in ein Vollgeschoss mit zwei benachbarten Zwillingsfenstern und einem kleineren Zwillingsfenster darüber umgeformt.
Die den Eingangsrisalit flankierenden Gebäuderücklagen sind über einem Sockel durch ein Gesims in zwei Geschosse gegliedert. Ein abknickendes Gesimsband legt sich hier um die rechteckigen Fenster. Die Attikazone erhebt sich über einem Konsolfries. Hier leiten Lukaren mit Blendspitzbögen über Doppelfenstern in den Dachraum über. Der südöstliche Turmerker beginnt erst über einem Halbgeschoss auszukragen. Ein großes dreibahniges Fenster wird hier von einem Blendspitzbogen überfangen. Der viereckige Grundriss wird in der Dachzone zu einem Oktogon umgebildet. Den nordöstlichen Abschluss der Hofseite des Hauptbaues bildet ein wehrhaft wirkender Rundturm mit einem auskragenden Maschikuli-Fries im Obergeschoss. Das Dach des Haupttraktes bildet trotz der bewegten Fassade eine einheitliche Firsthöhe. Die Nordwestfassade des Haupttraktes ist von zwei Ecktürmen eingefasst und mittig von einem Risalit mit hohem Giebel akzentuiert. Der Grundriss des Hauptbaues war insofern vorgegeben, da Bauherr Carl Ferdinand von Stumm einen großen geraden Mittelkorridor wünschte, der bei Festen als zusätzlicher Tafelraum für die geladenen Beamten genutzt werden konnte. Eine große Küche im Erdgeschoss mit Küchenhof zur Belüftung sollte dem schnellen Servieren der Speisen dienen.
An den Haupttrakt schließt sich ein kleiner eingeschossiger Gebäudetrakt mit Attikageschoss und hohem Satteldach an, der als Gelenk zu einem weiteren Anbau überleitet. Bei diesem Anbau wird die Mitte durch einen vorspringenden Risalit betont. Spitzbogig gemauerte Entlastungsbögen über den Fenstern und das Zwerchhaus des Risalits gestalten hier die Fassade.
Die heutige Gartenfassade des Schlosses wurde nach dem Zweiten Weltkrieg durch den französischen Militärgouverneur Gilbert Grandval und seine Frau Yvonne, die entschiedene Gegner der Neogotik waren, ihres neogotischen Schmuckes weitgehend beraubt. Die Fassade ist dreigeschossig und besitzt eingeschossige Vorbauten. Der frühere mächtige Hauptturm der Gartenfassade mit ursprünglichem flachen Erkervorbau, hohem verschieferten Dach und malerischen Ecktürmchen endet heute abrupt über dem zweiten Obergeschoss. Die ursprüngliche pittoresken Firstgitter und Dachgauben fehlen heute. Anstelle des heutigen Restaurants befand sich zunächst eine hölzerne Pergola, die in den 1890er Jahren durch einen reich gestalteten, zweiteiligen steinernen Bau mit Maßwerkbekrönung in der Traufzone ersetzt wurde.
Die Terrasse des neogotischen Schlosses ist eine Erweiterung der früheren Barockterrasse des Lustschlösschens Monplaisir. Die reiche historistische Innenausstattung des Schlosses wurde in den 1950er Jahren vollständig zerstört. Die Gesellschaftsräume des Schlosses befanden sich ursprünglich an der Gartenseite. Auf der Hofseite waren die Hauswirtschafts- und Diensträume angeordnet. In der Beletage logierte die Familie Stumm. Das Attikageschoss war Gästen und dem Dienstpersonal vorbehalten.

### Familienfriedhof
Der Stummsche Familienfriedhof an der Zufahrtsstraße zum Halberg mit den Gräbern der Familie Stumm wurde Ende des 20. Jahrhunderts geschändet und alle gusseisernen Grabkreuze entwendet. 2004 wurde der Friedhof renoviert.